# Thomas Lowe
Thomas Lowe es un deportista británico que compitió en duatlón. Ganó una medalla de bronce en el Campeonato Europeo de Duatlón de 2007.

## Palmarés internacional
| Campeonato Europeo | Campeonato Europeo      | Campeonato Europeo | Campeonato Europeo |
| Año                | Lugar                   | Medalla            | Prueba             |
| ------------------ | ----------------------- | ------------------ | ------------------ |
| 2007               | Edimburgo (Reino Unido) | Medalla de bronce  | Individual         |